# おいらせ町立木内々小学校
おいらせ町立木内々小学校（おいらせちょうりつ きないないしょうがっこう）は、青森県上北郡おいらせ町の旧下田町域にある公立小学校。

## 沿革
- 1878年（明治11年）2月11日 - 下田村聖福寺を仮校舎として、下田小学開校。
- 1881年（明治14年） - 下田村字木内々に移転。下田村本村に南分校（現:おいらせ町立下田小学校）、下田村字木ノ下に北分校（現:おいらせ町立木ノ下小学校）設置。
- 1887年（明治20年） - 木内々尋常小学校と改称。南分校が下田尋常小学校と、北分校が木ノ下尋常小学校とそれぞれ改称。
- 1889年（明治22年）11月1日 - 木ノ下簡易小学校を併合し、木ノ下分校設置。
- 1927年（昭和2年）6月9日 - 木ノ下分校が独立し、木ノ下尋常小学校となる。
- 1941年（昭和16年）4月1日 - 国民学校令により、木内々国民学校と改称。
- 1947年（昭和22年）4月1日 - 学制改革（六・三制施行）により、下田村立木内々小学校と改称[2]。
- 1969年（昭和44年）8月1日 - 下田村の町制施行により、下田町立木内々小学校と改称。
- 1983年（昭和58年）12月 - 防音校舎・講堂・プールが完成[3]。
- 1997年（平成9年）11月 - 創立120周年記念式典挙行[4]。
- 2006年（平成18年）3月1日 - 町村合併により、おいらせ町立木内々小学校と改称。

## 学区
- おいらせ町[5]
  - 立蛇、中下田、上川原の一部、西前川原、馳下り、間木、木崎、染屋、彦七川原、川端、秋堂、向川原、中野平、高田、中平下長根山、三本木、境田、下境、西下谷地、犬毛谷地、沼小屋、菜飯、向山東の一部、向山南、西後谷地の一部、小前谷地、黒坂谷地の一部、山崎の一部

## 進学先中学校
- おいらせ町立下田中学校[5]

## アクセス
- おいらせ町民バス南線・北線「東下田」バス停下車後、徒歩約225m・約4分。

## 周辺
- 国道45号

## 有名な卒業生
- 伊藤美紀（女子サッカー選手、INAC神戸レオネッサ所属）

## その他
- 1982年（昭和57年）に本校学区の変更が行われた際、学区変更問題が深刻化し、編入に反対した保護者は、本校への児童の登校を拒否し、3月から4月の2か月間、従来通り隣町の百石町立百石小学校へ、委託通学という形で続けた[6]。

## 参考資料
- 『青森県教育史 別巻』（青森県教育委員会・1973年12月20日発行）「学校沿革 小学校」822頁「木内々小学校」（1927年の記載分まで）